# Teith
Il fiume Teith è un affluente del fiume Forth, in Scozia.

## Percorso
Nasce a Callander come confluenza dei più piccoli Garbh Uisge (emissario del Loch Lubnaig) ed Eas Gobhain (emissario del Loch Achray). Dopo Callander passa per Doune e Stirling prima di gettarsi nel Forth, vicino a Stirling.

## Utilizzi
La distilleria di Deanston, vicino a Doune, utilizza l'acqua del Teith per la produzione del whisky.